# Asides Besides
Albums de Talk Talk
Laughing Stock
(1991) London 1986
(1999)
Asides Besides est une compilation du groupe britannique Talk Talk sortie en 1998.
Il s'agit d'un double album qui réunit des chansons jamais parues au format CD jusqu'alors. Le premier disque comprend des versions longues parues sur des maxi singles (12") dans les années 1980, tandis que le deuxième CD est composé de démos et de faces B.

## Titres
| 1.  | Talk Talk (version longue)           | Ed Hollis, Mark Hollis                            | 4:35 |
| 2.  | Today (version longue)               | Simon Brenner, Lee Harris, Mark Hollis, Paul Webb | 4:34 |
| 3.  | My Foolish Friend (version longue)   | Simon Brenner, Mark Hollis                        | 5:30 |
| 4.  | It's My Life (version longue)        | Tim Friese-Greene, Mark Hollis                    | 6:19 |
| 5.  | Such a Shame (version longue)        | Mark Hollis                                       | 7:01 |
| 6.  | Such a Shame (mix dub)               | Mark Hollis                                       | 6:34 |
| 7.  | Dum Dum Girl (mix 12")               | Tim Friese-Greene, Mark Hollis                    | 5:24 |
| 8.  | Without You (mix 12")                | Mark Hollis                                       | 5:55 |
| 9.  | Life's What You Make It (mix long)   | Tim Friese-Greene, Mark Hollis                    | 7:01 |
| 10. | Living in Another World (remix long) | Tim Friese-Greene, Mark Hollis                    | 8:58 |
| 11. | Pictures of Bernadette (mix dance)   | Tim Friese-Greene, Mark Hollis                    | 8:06 |
| 12. | Happiness Is Easy (mix 12")          | Tim Friese-Greene, Mark Hollis                    | 7:02 |

| 1.  | Talk Talk (démo)                                                             | Ed Hollis, Mark Hollis                            | 3:28 |
| 2.  | Mirror Man (démo)                                                            | Simon Brenner, Lee Harris, Mark Hollis, Paul Webb | 3:30 |
| 3.  | Candy (démo)                                                                 | Mark Hollis                                       | 4:25 |
| 4.  | Strike Up the Band (face B de Mirror Man)                                    | Simon Brenner, Lee Harris, Mark Hollis, Paul Webb | 2:45 |
| 5.  | ? (face B de Talk Talk)                                                      | Simon Brenner, Lee Harris, Mark Hollis, Paul Webb | 4:09 |
| 6.  | My Foolish Friend (single de 1983)                                           | Simon Brenner, Mark Hollis                        | 3:20 |
| 7.  | Call in the Night Boy (version au piano, face B du single My Foolish Friend) | Simon Brenner, Lee Harris, Mark Hollis, Paul Webb | 3:50 |
| 8.  | Why Is It So Hard? (de la bande originale du film Firstborn)                 | Mark Hollis                                       | 4:05 |
| 9.  | Again a Game… Again (face B de Such a Shame)                                 | Mark Hollis                                       | 4:12 |
| 10. | Without You (face B de Dum Dum Girl)                                         | Mark Hollis                                       | 3:26 |
| 11. | Dum Dum Girl (mix américain)                                                 | Tim Friese-Greene, Mark Hollis                    | 3:40 |
| 12. | It's Getting Late in the Evening (face B de Life's What You Make It)         | Tim Friese-Greene, Mark Hollis                    | 5:46 |
| 13. | For What It's Worth (face B de Living in Another World)                      | Tim Friese-Greene, Mark Hollis                    | 5:22 |
| 14. | Pictures of Bernadette (face B de Give It Up)                                | Tim Friese-Greene, Mark Hollis                    | 5:04 |
| 15. | Eden (version abrégée, face B de la version CD et 12" de I Believe in You)   | Tim Friese-Greene, Mark Hollis                    | 4:22 |
| 16. | John Cope (face B de I Believe in You)                                       | Tim Friese-Greene, Mark Hollis                    | 4:39 |